# Bradley Keenan
Bradley Keenan (* 10. August 1981  in Westminster, Kalifornien) ist ein US-amerikanischer Volleyball- und Beachvolleyballspieler.

## Karriere Hallenvolleyball
Keenan spielte von 2000 bis 2003 als Mittelblocker an der Pepperdine University, wo er 2014 in die Hall of Fame aufgenommen wurde.

## Karriere Beachvolleyball
Von 2006 bis 2016 war Keenan im Beachvolleyball aktiv. Auf der AVP-Tour startete er zunächst 2006 und 2007 mit John Mayer sowie 2007 und 2008 mit John Hyden. Zusätzlich auf der FIVB World Tour war Keenan 2009 mit Nicholas Lucena (WM-Teilnahme in Stavanger), 2010 mit Casey Jennings (Platz vier FIVB Grand Slam Moskau) sowie 2011 mit Casey Patterson aktiv. Von 2012 bis 2014 spielte er national und international erneut mit John Mayer (Sieg 2014 in Saint Petersburg) und  mit Nicholas Lucena. 2015 und 2016 konzentrierte sich Keenan mit Billy Allen und mit Ty Tramblie (Sieg 2015 in Chicago) wieder ausschließlich auf die nationale AVP-Tour.

## Karriere als Trainer
Seit 2016 ist Keenan Beachvolleyball-Trainer bei den Sun Devils an der Arizona State University.

## Privates
Keenan ist seit 2010 mit der Beachvolleyball-Weltmeisterin und Olympia-Medaillengewinnerin April Ross verheiratet.